# Ungerns Grand Prix 1997
Ungerns Grand Prix 1997 var det elfte av 17 lopp ingående i formel 1-VM 1997.

## Resultat
1. Jacques Villeneuve, Williams-Renault, 10 poäng
2. Damon Hill, Arrows-Yamaha, 6
3. Johnny Herbert, Sauber-Petronas, 4
4. Michael Schumacher, Ferrari, 3
5. Ralf Schumacher, Jordan-Peugeot, 2
6. Shinji Nakano, Prost-Mugen Honda, 1
7. Jarno Trulli, Prost-Mugen Honda
8. Gerhard Berger, Benetton-Renault
9. Eddie Irvine, Ferrari
10. Ukyo Katayama, Minardi-Hart
11. Jean Alesi, Benetton-Renault
12. Tarso Marques, Minardi-Hart
13. Mika Salo, Tyrrell-Ford

### Förare som bröt loppet
- David Coulthard, McLaren-Mercedes (varv 65, elsystem)
- Jos Verstappen, Tyrrell-Ford (61,växellåda)
- Pedro Diniz, Arrows-Yamaha (53, elsystem)
- Giancarlo Fisichella, Jordan-Peugeot (42, snurrade av)
- Heinz-Harald Frentzen, Williams-Renault (29, bränsleläcka)
- Rubens Barrichello, Stewart-Ford (29, motor)
- Mika Häkkinen, McLaren-Mercedes (12, hydraulik)
- Gianni Morbidelli, Sauber-Petronas (7, motor)
- Jan Magnussen, Stewart-Ford (5, olycka)

## VM-ställning
| Förarmästerskapet 1. Michael Schumacher, Ferrari, 56 2. Jacques Villeneuve, Williams-Renault, 53 3. Jean Alesi, Benetton-Renault, 22 | Konstruktörsmästerskapet 1. Ferrari, 74 2. Williams-Renault, 72 3. Benetton-Renault, 46 |